# الخیرالده (کانزاس‌سیتی)

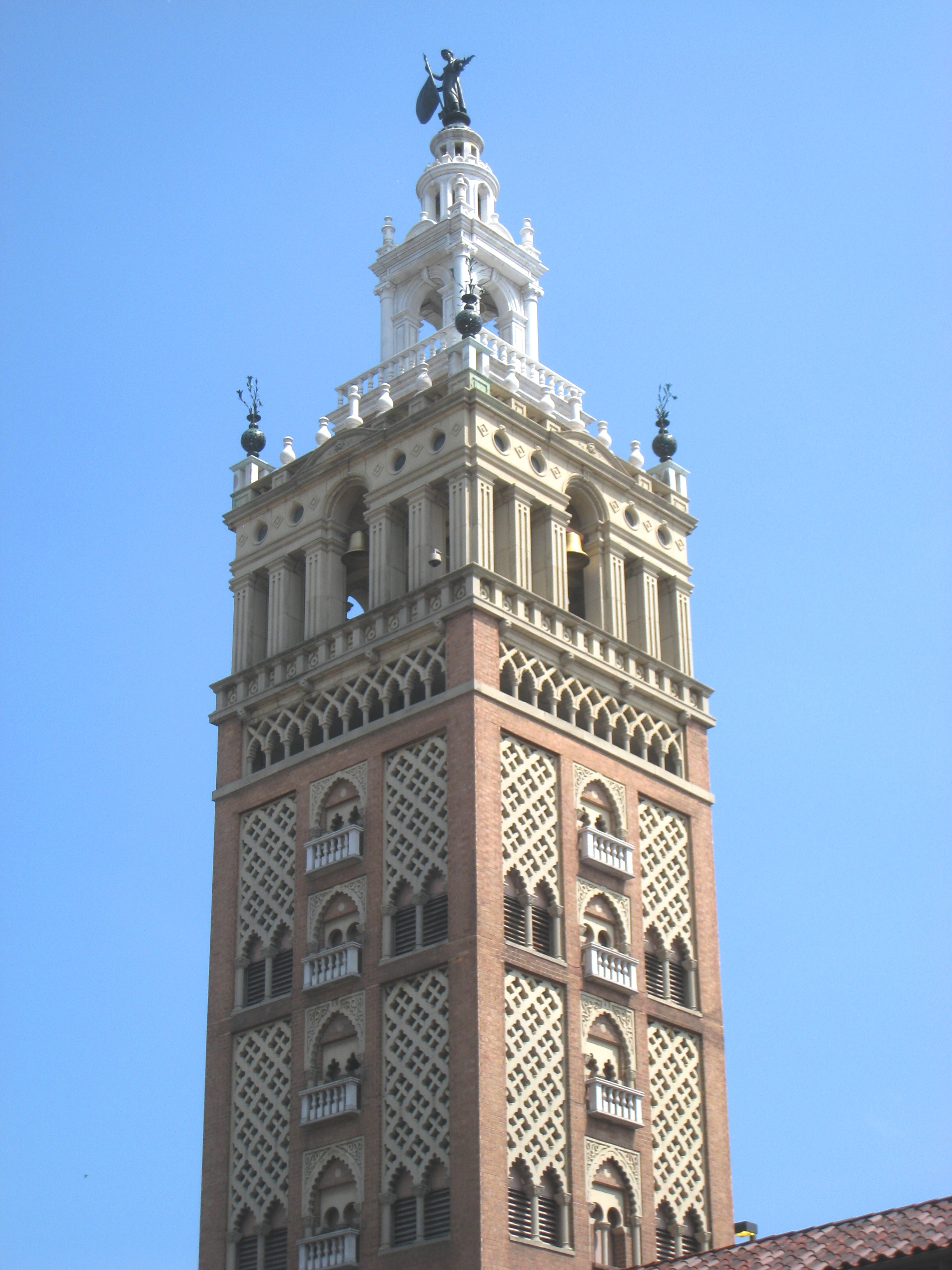

الخیرالده یا لا گیرالدا (La Giralda) نام یک برج معروف در شهر کانزاس سیتی در ایالت میزوری در امریکا است که ارتفاع آن ۱۳۸ پا می باشد.
زمانی که جی. سی. نیکولز شهرساز آمریکایی در دهه ۱۹۲۰ میلادی از شهر سبیا (در اسپانیا) دیدن کرد چنان تحت تاثیر معماری برجی با همین نام در این شهر قرار گرفت که تصمیم به ساخت برجی مشابه با مقیاس نصف در  کانتری کلاب پلازا در کانزاس سیتی نمود. نهایتاً برج مذکور در سال ۱۹۶۷ توسط شهردار سبیا به همراه هیئتی ۴۴ نفره از اسپانیا افتتاح گردید و از آن زمان تا کنون این دو شهر خواهر یکدیگر بوده‌اند.